# Distomus antiborealis
Distomus antiborealis är en sjöpungsart som beskrevs av Monniot 200. Distomus antiborealis ingår i släktet Distomus och familjen Styelidae. Inga underarter finns listade i Catalogue of Life.